# Socioanthropologie de l'adolescence
 (septembre 2014).
La socioanthropologie de l'adolescence est un courant récent des sciences humaines ayant pour objet spécifique l'analyse de la réactualisation des invariants anthropologiques liés au devenir adulte dans les sociétés hypercontemporaines. Notamment inspirée des travaux de David Le Breton en France, elle met l'accent sur le sens que les adolescents donnent eux-mêmes à leurs comportements. Elle se donne aussi pour objectif un transfert des connaissances sur l'adolescence contemporaine auprès des professionnels de l'enseignement, du travail social et de la santé. 
La socioanthropologie de l'adolescence se développe donc à partir :
- d'une réflexion épistémologique : elle pose la question de la construction d'un savoir sur l'adolescence, tentant d'éviter la stigmatisation, voire la pathologisation des comportements des adolescents ;
- d'une réflexion méthodologique : elle pose la question de la convergence et du croisement de méthodes, notamment qualitatives, pour comprendre l'adolescence contemporaine ;
- d'une réflexion pratique : elle pose la question de l'intégration des savoirs sur l'adolescence dans le contexte de l'enseignement, du travail social et de la santé.